# Берлін-Александерплац
52°31′17″ пн. ш. 13°24′43″ сх. д. / 52.521388888889° пн. ш. 13.411944444444° сх. д.
Берлін-Александерплац (нім. Bahnhof Alexanderplatz) — залізнична станція у районі Мітте у центрі Берліна, Німеччина. 
Станція одна з найзавантаженіших транспортних вузлів у Берліні.
Свою назву станція здобула від свого розташування на площі Александерплац поблизу Берлінської телевежі та Світового годинника.

## Огляд
Як і решта міжміських станцій, Александерплац також є торговим центром з продажу товарів мандрівникам.
Александерплац є другим за пасажирообігом вузлом берлінської мережі U-Bahn (разом зі станцією Ноллендорфплац).
Чотири лінії Regional-Express та Regionalbahn, а також швидкісні транзитні лінії S-Bahn S3, S5, S7 та S9 обслуговують станцію наземного транспорту.
Сусідня станція метро є однією з найзавантаженіших у берлінській мережі метрополітену, що обслуговують лінії U2, U5 та U8.
Станцію також обслуговують чотири трамвайні лінії, дві з яких працюють цілодобово, а також п’ять автобусних ліній вдень, одна з яких працює цілодобово і три лінії нічного автобуса.
Александерплац також має двома переходи, від U2 до U5 та U5 до U8.

## Історія
Станцію Александерплац відкрито 7 лютого 1882 р.
На віадуці штадтбана від Берлін-Шарлоттенбург до Берлін-Східний (на той час Берлін-Сілезький). В 1926 році вокзал, що охоплює дві платформи з чотирма коліями, був перебудований у теперішньому простому стилі.
Сильно пошкоджений під час Другої світової війни, залізничне сполучення на станції було відновлено 4 листопада 1945 року, тоді як реконструкція вокзалу тривала до 1951 року.
Перша станція метрополітену нинішньої лінії U2, спроєктована Альфредом Гренандером, введена в експлуатацію 1 липня 1913 р;
пізніше відбулось продовження лінії на схід до Берлін-Потсдам-плац через Шпіттельмаркт.
Платформи U8 та U5 відкрилися відповідно 18 квітня 1930 року та 21 грудня 1930 року, також побудовані за концепцією Гренадера, але у виразному стилі модерн. Станцію U2 також відремонтували після пожежі на Александерплац у 1972 році.
Східний вестибюль було зруйновано 15 березня 1945 року.
Станція лінії U8, була станцією-привидом під час поділу Берліна з 13 серпня 1961 р. по 1 липня 1990 р.

## Лінії та напрямки
- Regional-Express RE 1 Магдебург – Бранденбург – Потсдам – Берлін – Еркнер – Фюрстенвальде – Франкфурт (Одер) (– Котбус)
- Regional-Express RE 2 Вісмар – Шверін – Віттенберге – Науен – Берлін – Кенігс-Вустераузен – Люббен – Котбус
- Regional-Express RE 7 Дессау – Бад-Бельциг – Міхендорф – Берлін – Берлин-Шенефельд-Аеропорт – Вюнсдорф-Вальдштадт
- Regionalbahn RB 14 Науен – Фалькензе – Берлін – Берлін-Шенефельд-Аеропорт
- S-Bahn S3 Шпандау – Весткройц – Гауптбангоф – Александерплац – Остбангоф – Карльсхорст – Кепенік – Еркнер
- S-Bahn S5 Весткройц – Гауптбангоф – Александерплац – Остбангоф – Ліхтенберг – Штраусберг-Північний
- S-Bahn S7 Потсдам – Ваннзе – Весткройц – Гауптбангоф – Александерплац – Остбангоф – Ліхтенберг – Аренсфельде
- S-Bahn S9 Шпандау - Весткройц - Гауптбангоф - Александерплац - Остбангоф - Шеневайде - Флуггафен-Шенефельд